# 卡莉娜·迪維特
卡莉娜·迪維特（荷蘭語：Karina de Wit，1976年12月20日—），是一名已退役荷蘭女子羽球運動員。
2001年，卡莉娜·迪維特贏得了克羅地亞羽球國際賽女子單打冠軍。2002年，她在愛爾蘭羽球公開賽與威爾斯羽球國際賽取得成功。2005年，她與Betty Krab一起贏得西班牙羽球國際賽女子雙打冠軍。 
她代表荷蘭參加2006年優霸盃。在對陣中國的決賽上，她原本與金妮·瑟維里恩一起出賽第二雙打，但因球隊以0-3敗北而提前結束賽事。荷蘭隊在本屆獲得亞軍，是隊史上的最佳戰績。